# Línea 404 (Buenos Aires)
La línea 404 es una línea de colectivos del Área Metropolitana de Buenos Aires. Une la localidad de San Vicente con Glew, Guernica y Alejandro Korn, siendo prestado el servicio por la Empresa Transportes del Sur S.R.L. La línea cuenta con SUBE.

## Recorrido

### San Vicente - Estación Glew
Ida: Desde Formosa y Sarmiento por Sarmiento, Av. Libertador Gral. San Martín, Lavalle, Santoro, Matheu, Av. Libertador Gral. San Martín, Av. 25 de mayo, Av. Pres. Juan Domingo Perón, Av. Blvd. de Mayo, Lorenzini, Bolivia, Av. Hipólito Yrigoyen, Sarmiento hasta Estación Glew.
Vuelta: Desde Estación Glew por Soldi, Del Valle, Mansilla, Sarmiento, Av. Hipólito Yrigoyen, Av. Independencia, Brasil, Lorenzini, San Martín, Av. Independencia, Blvd. de Mayo, Av. Pres. Juan Domingo Perón, Av. 25 de mayo, Av. Libertador Gral. San Martín, Lavalle, Santoro, Matheu, Av. Libertador Gral. San Martín, Sarmiento hasta Formosa donde estaciona.

### San Vicente - Estación Glew X Guernica
Ida: Desde Formosa y Sarmiento por Sarmiento, Av. Libertador Gral. San Martín, Lavalle, Santoro, Matheu, Av. Libertador Gral. San Martín, Av. 25 de mayo, Av. Pres. Juan Domingo Perón, Av. Blvd. de Mayo, Lorenzini, Bolivia, Av. Hipólito Yrigoyen, Av. Eva Duarte Perón, Avenida Concejal Juan Capuano, Leandro Nicéforo Alem, Avenida 133, Calle 126, Avenida 139, Calle 126, Avenida Capitán Olivera, Avenida Almafuerte, Ricardo Gutiérrez, Antonio Lamberti, Rafael Obligado, Gervasio Méndez, Vicente López Y Planes. 
Vuelta: Desde Vicente López Y Planes por Estanislao Del Campo, Rafael Obligado, Avenida Almafuerte, Avenida Capitán Olivera, Calle 126, Avenida 139, Calle 126, Avenida 133, Leandro Nicéforo Alem, Avenida Concejal Juan Capuano, Av. Eva Duarte de Perón, Av. Hipólito Yrigoyen, Av. Independencia, Brasil, Lorenzini, San Martín, Av. Independencia, Blvd. de Mayo, Av. Pres. Juan Domingo Perón, Av. 25 de mayo, Av. Libertador Gral. San Martín, Lavalle, Santoro, Matheu, Av. Libertador Gral. San Martín, Sarmiento hasta Formosa donde estaciona.